# German Cargo
German Cargo Services GmbH, operante come German Cargo, era una compagnia aerea tedesca (Germania Ovest) che operava voli cargo per conto di Lufthansa, di cui era una controllata al 100%.

## Storia

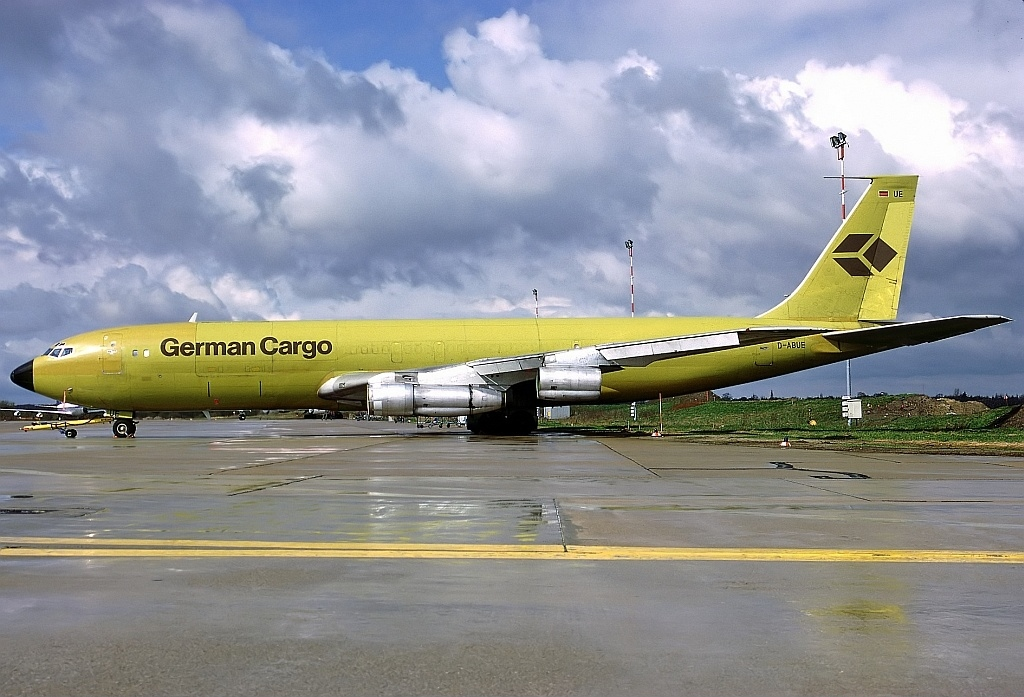
Un Boeing 707 nell'aeroporto di Amburgo nel 1985.

I regolamenti IATA dell’epoca fecero sì che Lufthansa potesse offrire solo servizi di trasporto merci limitati. Pertanto, German Cargo è stata fondata come compagnia aerea non IATA nel 1977, accogliendo le operazioni cargo charter di Lufthansa. I servizi di volo iniziarono l'8 maggio dello stesso anno, inizialmente utilizzando un Boeing 707, e la compagnia aerea aveva sede presso l'Aeroporto di Francoforte sul Meno, hub di Lufthansa.

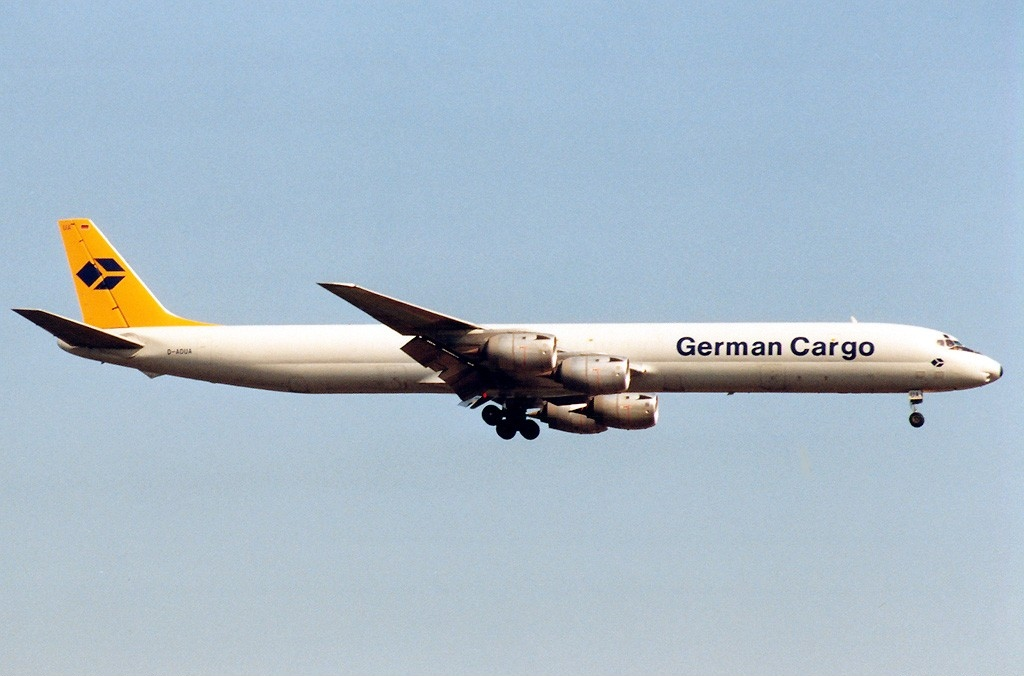
Un Douglas DC 8 Super 60 in avvicinamento all'aeroporto di Francoforte nel 1992.

German Cargo iniziò ad operare anche voli cargo di linea, principalmente verso l'Africa orientale e il Medio Oriente. Il trasporto di animali vivi ha svolto un ruolo importante nel bagaglio di attività della compagnia aerea. Gli interni di due Douglas DC-8 vennero ristrutturati per ospitare i cavalli. La compagnia aerea si era specializzata anche nel trasporto di merci ingombranti e danneggiabili.
Nel 1993, Lufthansa riorganizzò le sue attività cargo, dividendo German Cargo in due società indipendenti di nuova fondazione: Lufthansa Cargo per voli cargo di linea (che ha ereditato la designazione ICAO di German Cargo) e Lufthansa Cargo Charter per servizi charter e leasing. German Cargo venne ribattezzata il 1º maggio dello stesso anno e operò per breve tempo come Lufthansa Cargo Airlines. Il nominativo tedesco Cargo è stato successivamente riusato per la joint venture di Lufthansa con DHL e AeroLogic.

## Flotta
Nei suoi primi anni, German Cargo gestiva una flotta di quattro Boeing 707, in seguito sostituiti dai Douglas DC-8, che costituirono la maggior parte della flotta durante buona parte degli anni di esistenza della compagnia aerea. Dal 1990 furono utilizzati sia il più grande Boeing 747 che il più piccolo Boeing 737, successivamente trasferiti alla Lufthansa Cargo. Gli altri modelli di aeromobili usati (tutti in configurazione cargo) furono i Boeing 707 dal 1977 al 1985 e i DC-8 dall'84 al 93.
Durante gli anni '70 e '80, gli aerei erano dipinti in semplice giallo. Dal 1990 venne utilizzata una livrea simile a quella utilizzata dalla Lufthansa, ma con la pinna caudale gialla con il logo German Cargo.